# Sphaeranthus ukambensis
Sphaeranthus ukambensis là một loài thực vật có hoa trong họ Cúc. Loài này được Vatke & O.Hoffm. miêu tả khoa học đầu tiên năm 1894.